# Либушин
Либушин (чеш. Libušín) — город в районе Кладно Среднечешского края Чехии.
Расположен в 4 км северо-западнее административного центра района г. Кладно, до Праги около 25 км.

## История
Окрестности Либушина, как доказывают археологические находки, были заселены с VI по VII век. Писатель Алоис Йирасек в своих произведениях связывает его появление и название с легендарной Либуше, чешской княгиней, дочерью Крока, супругой Пржемысла Пахаря.
В Чешской хронике (1119—1125 гг.) Козьмы Пражского содержится легенда о мудрой правительнице и предке королей Чехии Либуше.
Построен на месте славянского поселения IX—XI веков. К концу IX-го века здесь была сооружена мощная крепость площадью около двенадцати гектаров, которая находилась в стратегически важном месте Богемии. Крепость в XI веке сыграла важную роль в борьбе за власть между Болеславом Храбрым и императором Генрихом II Святым. Впоследствии замок был заброшен, поскольку потерял стратегическое значение.
Первое письменное упоминание о Либушине встречается в документах князя Бржелислава I около 1050 года.
Быстрое развитие города произошло во второй половине XIX века, когда Либушин стал одним из центров добычи каменного угля в районе Кладно. В городе были построены три шахты, электростанция, другие промышленные предприятия. Резко увеличилось население, с 500 человек в течение сорока лет до 4682 в 1910 году.
Либушин известен своим большим ежегодным костюмированно-ролевым фестивалем средневекового сражения, проводящегося в Чешской Республике. Количество участников составляет около 1000 человек, а число зрителей — около 10 000 чел.

## Достопримечательности
- Нео-готический костёл Св. Прокопа 1908 года

## Население

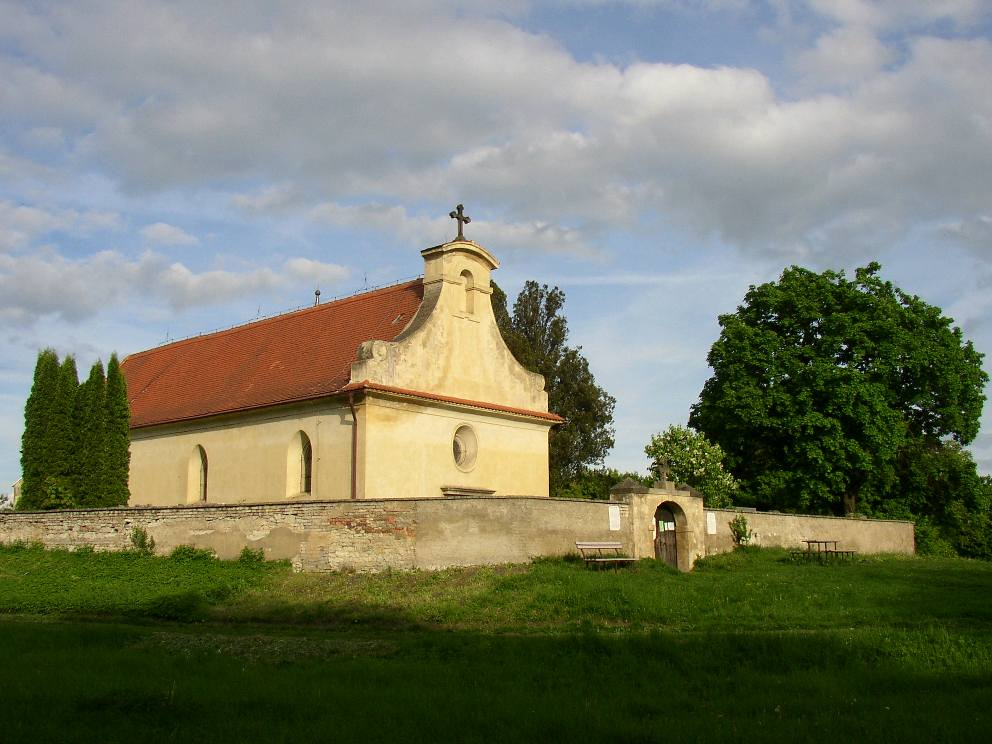
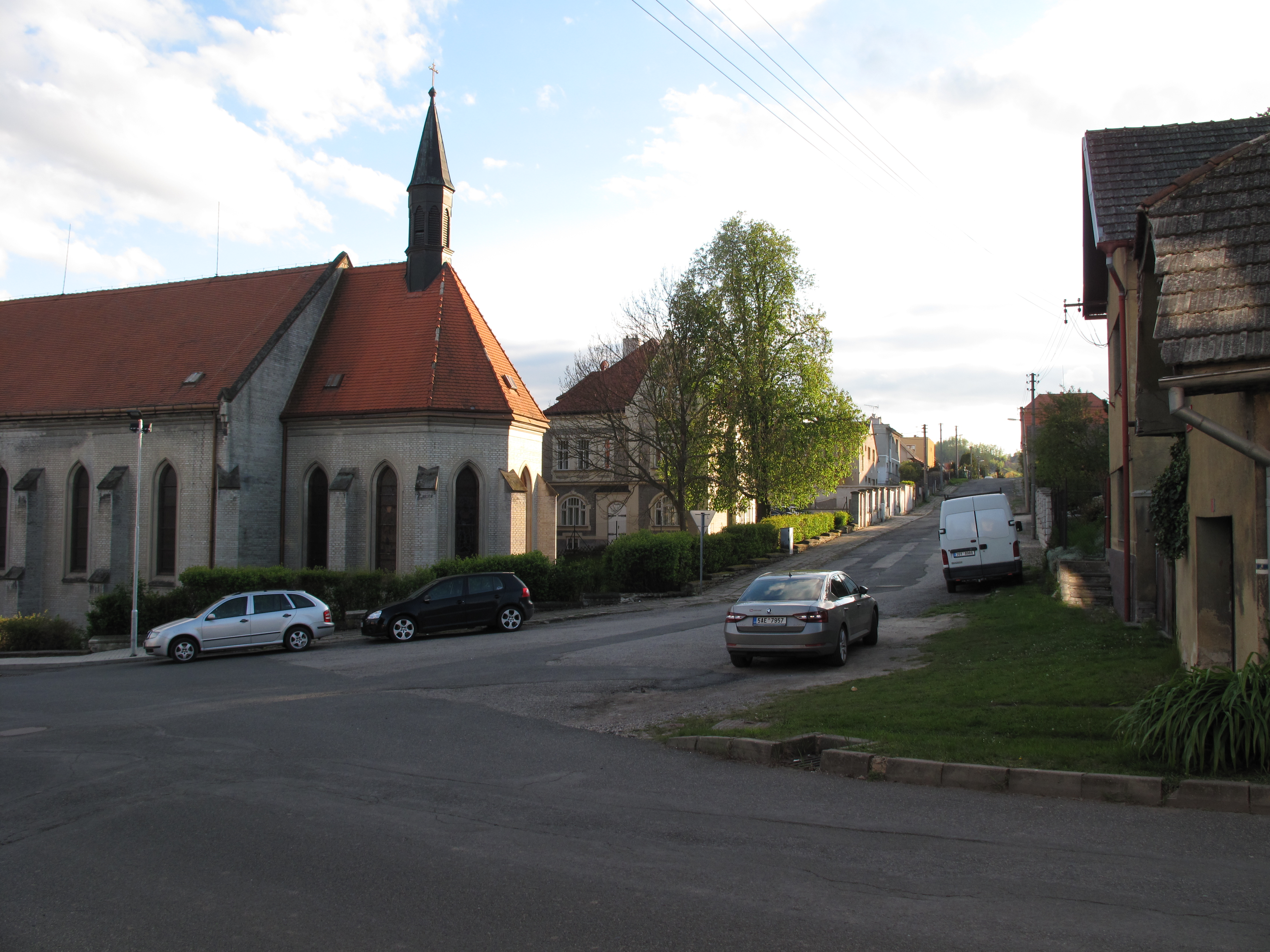
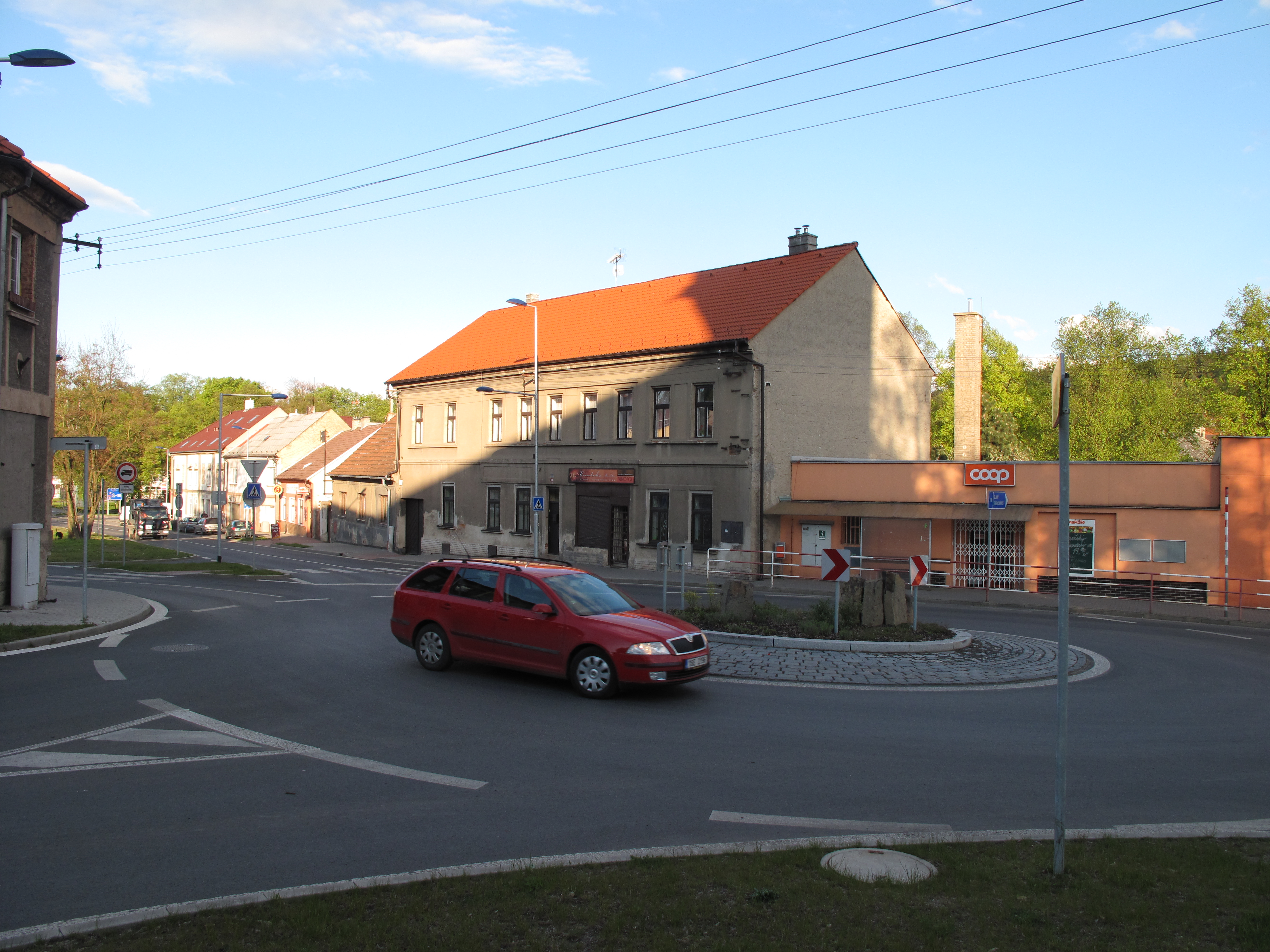
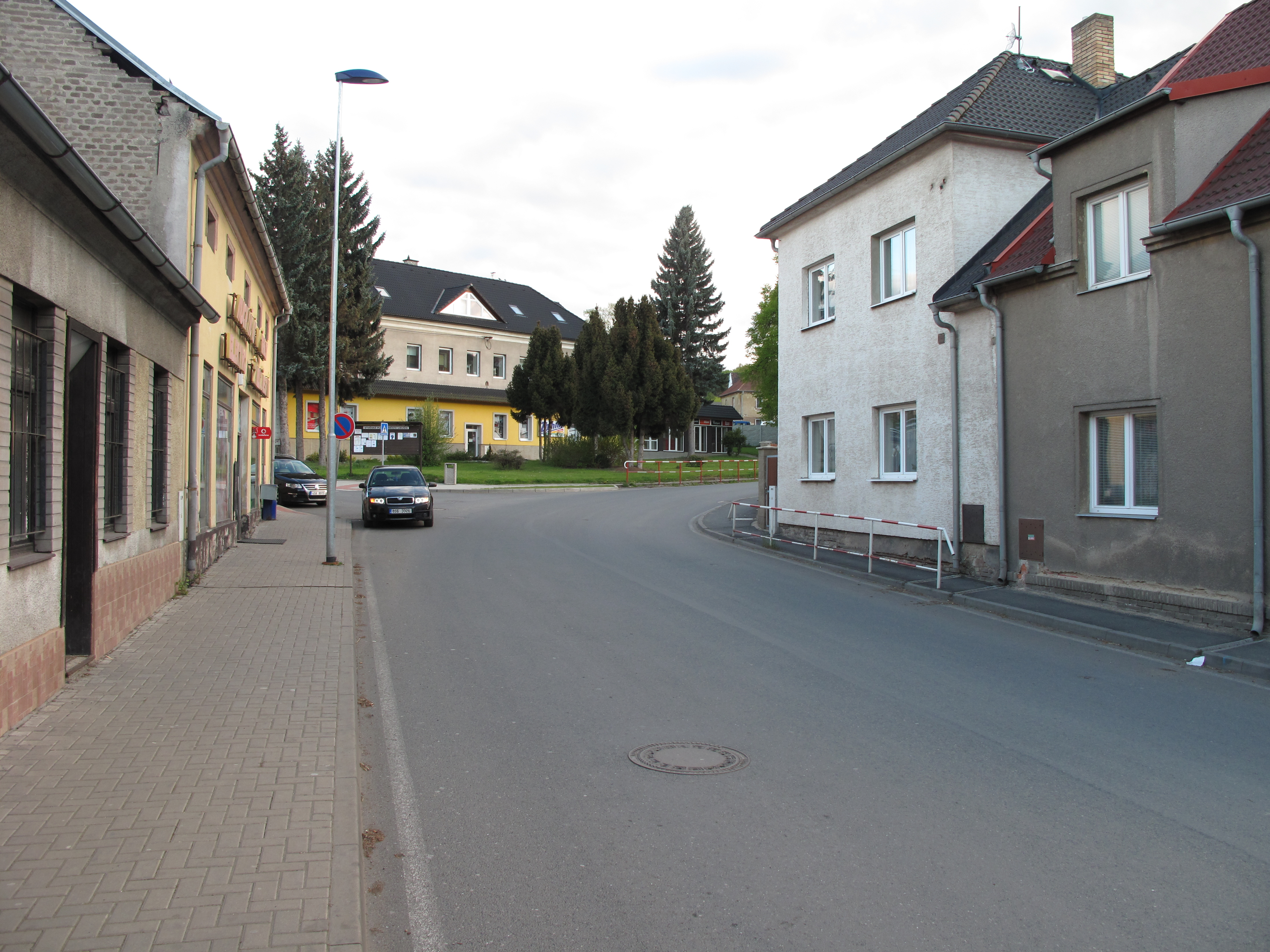
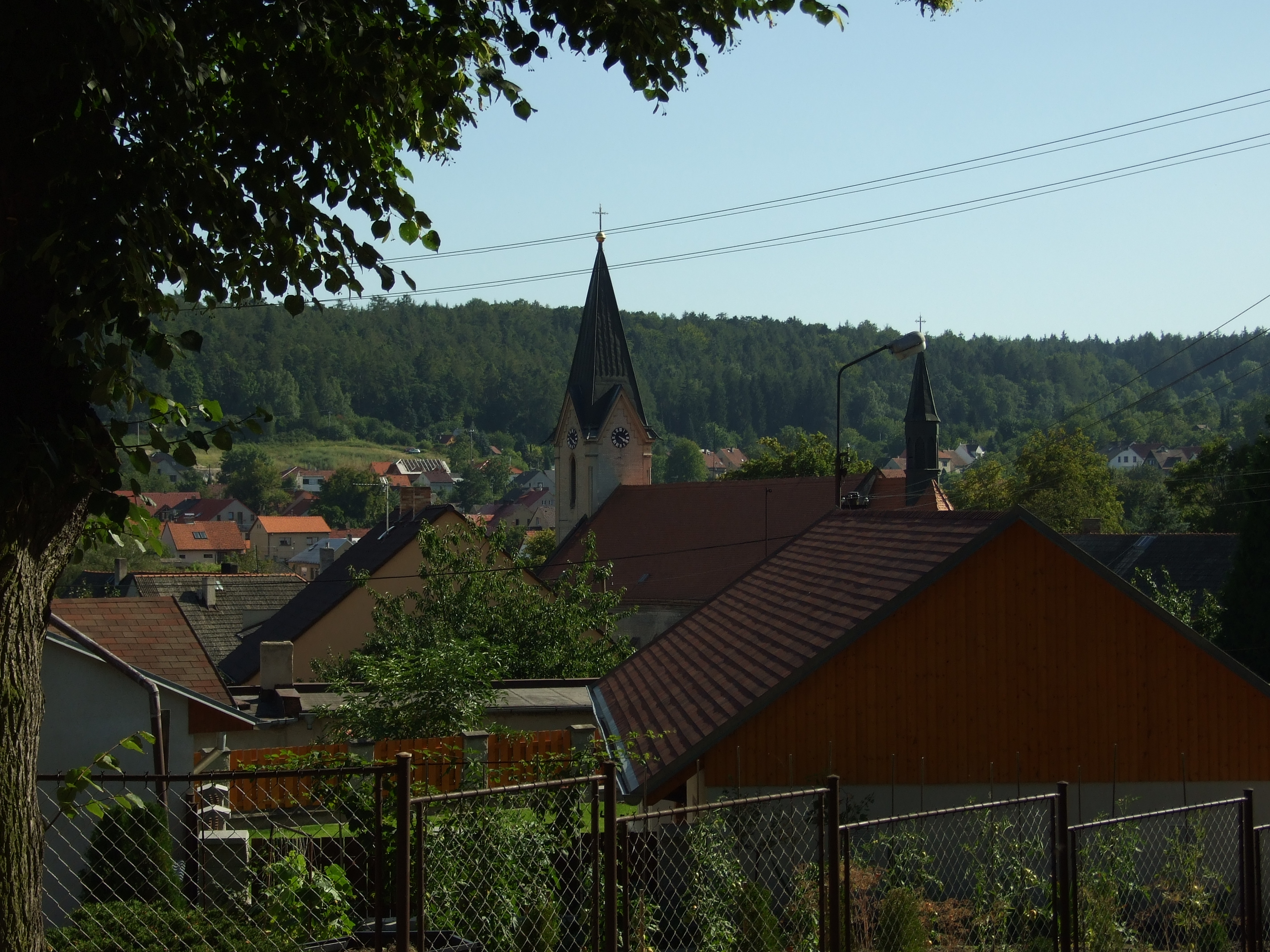

| Год  | Численность | Численность |
| ---- | ----------- | ----------- |
| 1869 | 501         | [ 8 ]       |
| 1880 | 855         | [ 8 ]       |
| 1890 | 2339        | [ 8 ]       |
| 1900 | 4087        | [ 8 ]       |
| 1910 | 4682        | [ 8 ]       |
| 1921 | 4146        | [ 8 ]       |
| 1930 | 4106        | [ 8 ]       |
| 1950 | 4025        | [ 8 ]       |
| 1961 | 3574        | [ 8 ]       |
| 1970 | 3015        | [ 8 ]       |
| 1980 | 2585        | [ 8 ]       |
| 1991 | 2330        | [ 8 ]       |
| 2001 | 2463        | [ 8 ]       |
| 2011 | 2878        | [ 8 ]       |
| 2014 | 2927        | [ 9 ]       |
| 2016 | 3098        | [ 10 ]      |
| 2017 | 3183        | [ 11 ]      |
| 2018 | 3255        | [ 12 ]      |
| 2019 | 3346        | [ 13 ]      |
| 2020 | 3394        | [ 14 ]      |
| 2021 | 3369        | [ 15 ]      |
| 2022 | 3281        | [ 16 ]      |
| 2023 | 3403        | [ 17 ]      |
| 2024 | 3588        | [ 18 ]      |
| 2025 | 3555        | [ 4 ]       |